# Johann Jacob Reiske

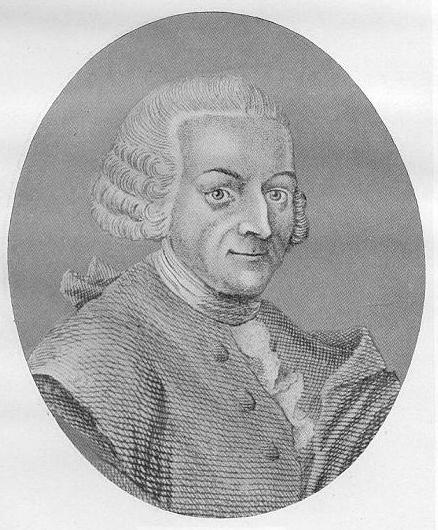
Johann Jacob Reiske

Johann Jacob Reiske (* 25. Dezember 1716 in Zörbig; † 14. August 1774 in Leipzig) war ein deutscher Gräzist, Arabist und Byzantinist. Obwohl er zu seiner Zeit kaum Anerkennung fand, gilt er als Begründer der arabischen Philologie als eigenständige Disziplin.

## Leben
Reiske war der Sohn eines Lohgerbers. Er besuchte die Stadtschule Zörbig (seit 1722), nahm Privatunterricht in Zöschen (seit 1727), und besuchte das Gymnasium in Halle (1728–33). 1733 begann er in Leipzig ein Studium der Theologie und studierte nebenher als Autodidakt Arabisch.
1738 begab er sich im Auftrag Albert Schultens’ nach Leiden zum Studium arabischer Handschriften. In Leiden besuchte er Vorlesungen von Tiberius Hemsterhuis, die sein Interesse an altgriechischer Literatur weckten. Nebenbei verdiente er seinen Lebensunterhalt durch die Korrektur der Druckfahnen. Wegen persönlicher Differenzen mit den Leidener Philologen wurde ihm ein Doktorgrad verwehrt, er promovierte daher 1746 über die arabische Medizin (Miscellaneae aliquot observationes medicae ex Arabum monumentis) zum Dr. med.
Nach seiner Rückkehr nach Leipzig im Jahr 1746 wollte er den Arztberuf nicht ausüben und verlegte sich auf philologische Gelegenheitsarbeiten. 1748 wurde er in Leipzig zum außerordentlichen Professor für Arabisch ernannt, doch behinderte seine Gegnerschaft zu Johann August Ernesti und Johann David Michaelis sein berufliches Fortkommen. 1758 wurde er Rektor der Leipziger Nikolaischule.
Reiske heiratete 1764 Ernestine Christine Reiske (geb. Müller). Anlässlich eines Besuchs bei Gotthold Ephraim Lessing im Jahr 1771 ordnete er die orientalischen Manuskripte der Herzog August Bibliothek.

## Werk
Reiske gilt als Begründer der arabischen Philologie und als Pionier der arabischen Numismatik und Epigraphik. Er beförderte die arabische Philologie von einer theologischen Hilfswissenschaft zu einer eigenständigen Disziplin. Trotz seiner Bemühungen fand er zeit seines Lebens kaum Anerkennung, in einer Lebensbeschreibung nannte er sich einen „Märtyrer der arabischen Literatur“. Seine Textausgabe und Übersetzung von Abu 'l-Fidas Geschichtswerk erschien postum. Darüber hinaus beschäftigte er sich mit arabischen Sprichwörtern.
Auch auf dem Gebiet der griechischen Philologie zählte Reiske zu den wichtigsten Vertretern seiner Zeit. Seine Ausgabe und Kommentar von De caeremoniis (1751–54) zählt zu den bedeutenden Quellenausgaben der Byzantinistik. Darüber hinaus edierte er die Gedichte des Theokrit, die Anthologie des Konstantinos Kephalas und des Tusculanae disputationes des Cicero und übersetzte die Reden des Demosthenes und das Geschichtswerk des Thukydides ins Deutsche. Für seine monumentale Ausgabe der attischen Redner (1770–1773) verwendete er ein Manuskript aus der Münchener kurfürstlichen Bibliothek (Cod. Monac. gr. 485) und vier weitere aus Augsburg. Postum erschienen seine Ausgaben des Maximos von Tyros (1774–1775) und des Libanios (1784–1795), unvollendet blieben die Werke des Plutarch und des Dionysos von Halikarnass. Reiskes Konjekturen zu verschiedenen griechischen Autoren, die er teils in seinen kritischen Apparaten publizierte, teils in Form von Animadversiones gesondert herausgab, werden bis heute aufgrund ihres Scharfsinns von Philologen gelobt.

## Wirkung
Reiske gilt heute als der bedeutendste deutsche Arabist des 18. Jahrhunderts.